# Théorème de Brahmagupta

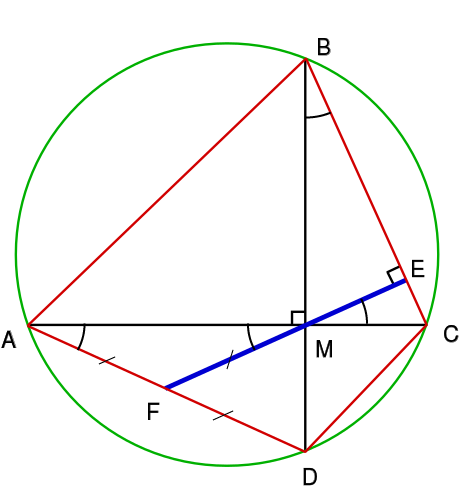
et implique

En mathématiques, le théorème de Brahmagupta donne une condition nécessaire sur la perpendicularité des diagonales d'un quadrilatère inscriptible dans un cercle .
Théorème — Si un quadrilatère inscriptible a des diagonales perpendiculaires (autrement dit, est orthodiagonal) alors toute droite coupant perpendiculairement un côté quelconque du quadrilatère et passant par l'intersection des deux diagonales partage le côté opposé en deux parties égales.
Il est nommé ainsi en l'honneur du mathématicien indien Brahmagupta.

## Démonstration
On suppose que ABCD est un quadrilatère inscriptible qui a ses diagonales perpendiculaires, et on veut prouver que AF = FD. La preuve qui suit établit que AF et FD sont toutes les deux égales à FM.
Les angles FAM et CBM sont égaux (ce sont des angles inscrits qui interceptent le même arc de cercle). De plus, les angles CBM et BCM sont des angles complémentaires ainsi que les angles CME et BCM donc les angles CBM et CME sont égaux. Et enfin, les angles CME et FMA sont égaux en tant qu'angles opposés par le sommet. Finalement, AFM est un triangle isocèle, et par conséquent ses côtés AF et FM sont égaux.

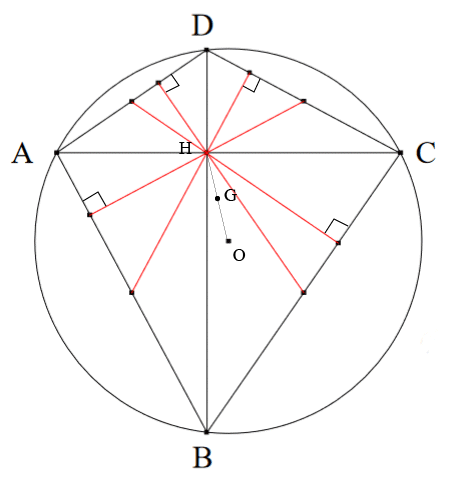
Le point M ci-dessus est nommé H dans cette figure.

La démonstration que FD = FM est similaire. Les angles FDM, BCM, BME et DMF sont tous égaux, donc DFM est un triangle isocèle, d'où FD = FM. Il s'ensuit que AF = FD, ce qui démontre le théorème.

## Application
Les quatre "hauteurs médianes" (traduction de l'anglais "maltitude"), joignant le milieu d'un côté à son projeté sur le côté opposé, sont donc concourantes.